# Jutta Rump
Jutta Rump (* 16. November 1965 in Siegen) ist Gründungsdirektorin des Instituts für Beschäftigung und Employability (IBE) in Ludwigshafen am Rhein. Sie ist Professorin an der Hochschule für Wirtschaft und Gesellschaft Ludwigshafen und gehört zu den zehn wichtigsten Professoren für Personalmanagement im deutschsprachigen Raum.

## Tätigkeitsfelder
Jutta Rump gründete im Jahr 2002 das Institut für Beschäftigung und Employability (IBE) in Ludwigshafen – eine wissenschaftliche Einrichtung der Hochschule für Wirtschaft und Gesellschaft Ludwigshafen und Forschungsschwerpunkt des Landes Rheinland-Pfalz. Ihre Forschungsschwerpunkte sind Trends in der Arbeitswelt (Digitalisierung, Demografie, Diversität, gesellschaftlicher Wertewandel, technologische Trends, ökonomische Entwicklungen, …) und die Konsequenzen für Personalmanagement und Organisationsentwicklung sowie Führung.
Jutta Rump ist seit 1999 Professorin für Allgemeine Betriebswirtschaftslehre mit Schwerpunkt Internationales Personalmanagement und Organisationsentwicklung an der Hochschule für Wirtschaft und Gesellschaft Ludwigshafen. Darüber hinaus hat sie einen Lehrauftrag an der Universität Bern im Executive MBA – Master of Advanced Studies für "CAS Digital Acceleration & AI" und "CAS Leadership & Inclusion". Zudem ist sie als Prozessbegleiterin in zahlreichen Unternehmen und Institutionen in Deutschland, Österreich und der Schweiz tätig.

## Mandate
auf Bundesebene
- Botschafterin der Initiative Neue Qualität der Arbeit INQA des Bundesministeriums für Arbeit und Soziales / Bundesregierung[7]
- Mitglied des sozialpolitischen Gesprächskreises der Konrad-Adenauer-Stiftung
- Mitglied des Digitalrats der BDA (Bundesvereinigung der Deutschen Arbeitsgeberverbände)[8]
- Mitglied des HR-Kreises von acatech – Deutsche Akademie der Technikwissenschaften e.V.[9]
- Gutachterin beim Bundesministerium für Bildung und Forschung BMBF
- Wissenschaftliche Begleitung der Initiative „Fair Company“ des Handelsblatts[10]
- Mitglied des Beirats der STERN-Studie „Wie zukunftsfähig sind deutsche Unternehmen“[11]
- Mitglied der Jury zum Arbeitgeber-Preis der Wirtschaftswoche
- Mitglied der Jury des Personalwirtschafts-Preises[12]
- Mitglied der Jury des Deutschen Demografie Preises[13]
- Mitglied der Jury des Deutschen Bau-Preises[14]

auf Landesebene
- Mitglied des Beirats „Demografie“ der Landesregierung des Landes Rheinland-Pfalz, vertreten durch den Ministerpräsidenten[15]
- Mitglied der Jury „Attraktiver Arbeitgeber Rheinland-Pfalz“ der Landesregierung des Landes Rheinland-Pfalz, vertreten durch den Wirtschaftsminister[16]

in Unternehmen / Institutionen
- Mitglied des Kuratoriums der Randstad Stiftung[17]
- Mitglied des wissenschaftlichen Beirats von MLP[18]
- Mitglied der Kommission „Mitarbeit in der Caritas“ des deutschen Caritas-Verbands[19]

frühere Mandate auf Bundesebene / Landesebene / Unternehmen
- Mitglied der Kommission der Bundesregierung zur Erstellung des 8. Familienberichtes[20]
- Beratung der Wirtschaftsministerkonferenz
- Mitglied des „Bibliothekskreises“ des CDU-Parteivorsitzenden (Wirtschaftspolitischer Beraterkreis)
- Mitglied der Kommission zur Evaluation des Bundesinstituts für Berufsbildung BIBB des Wissenschaftsrats der Bundesrepublik Deutschland
- Mitglied der Kommission „Zukunft der Arbeit 2030“ der Robert Bosch Stiftung[21]
- Mitglied der Kommission „Industrie 4.0“ des BDI (Bundesverband der Deutschen Industrie) und des BDA (Bundesvereinigung Deutscher Arbeitgeberverbände)
- Mitglied der Arbeitsgemeinschaft „in eigener Sache“ sowie „Jugend in eigener Sache“ (Kooperation mit der Deutschen Bank und der Initiative für Beschäftigung IfB).
- Mitglied des Entscheidungskuratoriums des Deutschen Innovationspreises (FAZ)
- Mitglied des Auditrats der Gemeinnützigen Hertie-Stiftung „Familienbewusste Unternehmen und Institutionen“
- Mitglied der Jury des Wettbewerbs „Menschen und Erfolge“ des Bundesministeriums für Umwelt, Naturschutz, Bau und Reaktorsicherheit
- Mitglied der Jury „Förderung sozialer Kompetenz in der dualen Ausbildung, insbesondere zur Integration von Flüchtlingen“ des Bundesministeriums für Wirtschaft und Energie
- Mitglied der Jury des Nachwuchswettbewerbs zum Thema „Interaktive Arbeit im Wandel – Folgen für Beschäftigte und Unternehmen“ des Bundesministeriums für Bildung und Forschung BMBF

Netzwerke
- Mitglied des Beirates des ddn (Das Demographie Netzwerk)
- Mitglied der Zukunftsinitiative Rheinland-Pfalz ZIRP

## Auszeichnungen
Seit 2007 gehört Jutta Rump kontinuierlich zu den „40 führenden HR Köpfen“ (Zeitschrift Personalmagazin).
- 2007: 40 führende Köpfe des Personalwesens
- 2009: 40 führende Köpfe des Personalwesens
- 2011: 40 führende Köpfe des Personalwesens
- 2013: 40 führende Köpfe des Personalwesens
- 2015: 40 führende Köpfe des Personalwesens: "Die Dauerbrennerin"
- 2017: 40 führende HR Köpfe: "Die Politikberaterin"
- 2019: 40 führende HR Köpfe: „Die Wirksame“
- 2021: 40 führende HR Köpfe: "Die Regierungsberaterin"
- 2023: 40 führende HR Köpfe / Preisträgerin in der Sonderkategorie "Big Five": "Die Brückenbauerin"

Laut der Zeitschrift Personalwirtschaft (FAZ-Gruppe) zählt sie zu den 50 HR-Vordenkern aus fünf Jahrzehnten („50 Jahre – 50 Vordenkerinnen und Vordenker“).

## Publikationen (Auszug)
2025
- J. Rump, M. Brandt, R. Brümmer, A. Ogermann, J. Piroth (2025): Die 4. Dimension der Digitalisierung. Fokus: Krankenhaus. Forschungsbericht. Ludwigshafen (online).
- J. Rump, S. Eilers (2025): Lebensphasengerechte Beschäftigung als Schlüssel zur Entzerrung der Fachkräfteengpässe. In: Danckert, J. / Baumgarten, M. (Hrsg.): Stadt und Gesundheit 2040. Berlin: MWV Medizinisch Wissenschaftliche Verlagsgesellschaft, S. 89–94.
- J. Rump, S. Eilers, J. Piroth, P. Stelz (2025): Starke Basis, starke Arbeit. Ein Leitfaden für Basisarbeit im Betrieb (online).

2024
- J. Rump, S. Eilers, J. Piroth, P. Stelz (2024): Wenig Aufmerksamkeit, hohe Bedeutung: Basisarbeitende gewinnen und binden. In: Badura, B. / Ducki, A. / Baumgardt, J. / Meyer, M. / Schröder, H. (Hrsg.): Fehlzeiten-Report 2024. Bindung und Gesundheit – Fachkräfte gewinnen und halten. Springer Berlin, S. 159–171.
- J. Rump, S. Eilers (2024): Mitarbeiterbindung im Kontext von New Work – Hintergründe, Trends und Instrumente. In: Mudra, P. / Sellinger, M. / Völker, R. (Hrsg.), New Work: Gestaltung der digitalen Arbeitswelt, Kohlhammer, Stuttgart, S. 143–159.
- J. Rump, F. Schabel, S. Eilers, K. Möckel (2024): HR-Report 2024: Wie Künstliche Intelligenz die Unternehmenswelt beeinflusst. Mannheim / Ludwigshafen.
- J. Rump, S. Eilers (Hrsg.) (2024): Neue Perspektiven auf Basisarbeit: Status Quo, Einflussfaktoren und Handlungsansätze. Heidelberg. Springer Gabler.

2023
- J. Rump, S. Eilers, P. Stelz (2023): Szenarien der Entwicklung von Basisarbeit im Kontext der digitalen Transformation und Gestaltungsoptionen für menschengerechte Arbeit. In: GfA (Hrsg.): Tagungsband „Menschengerechte Arbeitsgestaltung – Basisarbeit und neue Arbeitsformen“ zur Herbstkonferenz der Gesellschaft für Arbeitswissenschaft im Rahmen des 38. Internationen A + A Kongresses 2023.
- J. Rump, F. Schabel, S. Eilers, K. Möckel (2023): HR-Report 2023: Mitarbeiterbindung. Mannheim / Ludwigshafen.
- J. Rump, P. Stelz (2023): WUSSTEN SIE, DASS … ALLES ÜBER BASISARBEIT. Eigenpublikation des Instituts für Beschäftigung und Employability IBE im Rahmen eines Forschungsprojektes für das MWG Rheinland-Pfalz (online).

2022
- Institut für Beschäftigung und Employability IBE / HAYS (2022): UNTERNEHMEN IM KRISENMODUS!? Stimmungsbild zur aktuellen Situation (online).
- J. Rump, S. Eilers (Hrsg.) (2022): Arbeiten in der neuen Normalität. Sieben Trilogien für die neue Arbeitswelt. Berlin: Springer Gabler.
- J. Rump, S. Eilers (2022): Employability-Management in der neuen Normalität, in: Müller-Vorbrüggen, M. / Radel, J. (Hrsg.) (2022): Handbuch Personalentwicklung, 5. Auflage. Stuttgart: Schäffer-Poeschel.
- J. Rump, T. Sattelberger, S. Eilers (Hrsg.) (2022): Employability Management 5.0. Impulse für die Transformation von Wirtschaft, Bildung und Gesellschaft. Stuttgart: Schäffer-Poeschel.
- J. Rump, F. Schabel, S. Eilers, K. Möckel (2022): HR-Report 2022: Organisationen unter Druck. Mannheim / Ludwigshafen.
- J. Rump, F. Schabel, S. Eilers, K. Möckel (2022): HR-Report 2022: Organisationen unter Druck – Zu wenig Zeit, Geld, Personal – wie die Pandemie den Kampf um knappe Ressourcen beeinflusst – Der Versuch einer Explikation und Interpretation der Ergebnisse des HR Reports 2022. Mannheim / Ludwigshafen.
- J. Rump, A. Ogermann (2022): Attraktivität eines Standortes aus Sicht von Young Professionals. Ludwigshafen (online).

2021
- J. Rump (2021): Die neue Normalität in der Arbeitsorganisation, in: Rankers, C. / Kammerlander, N. (Hrsg.): Nachhaltigkeit – Frauen schaffen Zukunft, Frankfurter Allgemeine Buch, S. 175–181.
- J. Rump (2021): Die neue Normalität in der Arbeitswelt – Die 7x 3er Regel, in: Dohm, M. / Große-Jäger, A. / Rüffler, K. / Staff, J. (Hrsg.) (2021): Expedition: Werte, Arbeit, Führung 4.0, Band 2. Köln: TÜV Media, S. 111–119.
- J. Rump (2021): Die Neue Normalität – künftige Anforderungen für Beschäftigte, Arbeitgeber, Wirtschaft und Gesellschaft, in: Thomaschewski / Völker (Hrsg.): Standort Deutschland – Herausforderungen und notwendige Reformen, Stuttgart: Kohlhammer, S. 151–157.
- J. Rump, M. Brandt (2021): Zoom-Fatigue – Phase 2. White Paper. Ludwigshafen (online).
- J. Rump, S. Eilers (2021): Die Konsequenzen der Corona-Pandemie für Basisarbeit(ende), in: Große-Jäger, A. / Hauser, R. / Lauenstein, O. / May-Schmidt, J. / Merfert, M. / Stiegler, F. / Zwingmann, B. (Hrsg.) (2021): Basisarbeit – Mittendrin und außen vor. Synergie VertriebsDienstleistung, Bonn. S. 66–77.
- J. Rump, S. Eilers (2021): Die neue Normalität in der Arbeitswelt – Konsequenzen für die Lebensphasenorientierte Personalpolitik, in: Knieps, F. / Pfaff, H. (Hrsg.) (2021): Krise, Wandel, Aufbruch. BKK Gesundheitsreport 2021. Berlin: Medizinisch Wissenschaftliche Verlagsgesellschaft, S. 257–262.
- J. Rump, S. Eilers (2021): Die Zukunft des betrieblichen Lernens. Trends – Kompetenzen – Instrumente. Stuttgart: Schäffer-Poeschel.
- J. Rump, S. Eilers (2021): Employability und Employability Management, in: Hildebrandt, A. / Landhäußer, W. (Hrsg.) (2021): CSR und Digitalisierung, 2. Auflage. Berlin: Springer Gabler, S. 693–706.
- J. Rump, S. Eilers (2021): Wie wir in Zukunft arbeiten – Auf dem Weg zur „Neuen Normalität“, in: Nehring, Robert (Hrsg.): OFFICE PIONEERS: Ausblicke auf das Büro 2030, Berlin: PRIMA VIER Nehring Verlag, S. 32–35.
- J. Rump, S. Eilers, M. Brandt, (2021): Workforce Ambidexterity. White Paper. Ludwigshafen (online).
- J. Rump, F. Schabel, S. Eilers, K. Möckel (2022): HR-Report 2021: New Work. Mannheim / Ludwigshafen.

2020
- J. Borggräfe, J. Rump. (2020): Das Dilemma (in) der Führung. Der Corona-Effekt. Personalmagazin 10/2020.
- J. Rump, M. Brandt (2020): Zoom-Fatigue. White Paper. Ludwigshafen (www.ibe-ludwigshafen.de).
- J. Rump, M. Brandt, S. Eilers, (2020): Personalpolitik in der Corona-Krise. White Paper. Ludwigshafen (www.ibe-ludwigshafen.de).
- J. Rump, M. Brandt, S. Eilers (2020): Personalpolitik in der Krise. Personalmagazin 4/2020.
- J. Rump, S. Eilers (Hrsg.) (2020): Die vierte Dimension der Digitalisierung. Spannungsfelder in der Arbeitswelt von morgen. Berlin: Springer Gabler.
- J. Rump, S. Eilers (2020): Diversity und Chancengleichheit – Herausforderung und Chance, in: Schwuchow, K./Gutmann, J. (Hrsg.): HR-Trends 2021 Strategie, Kultur, Big Data, Diversity. 30. Ausgabe, S. 393–402.
- J. Rump, S. Eilers (2020): Employability – jetzt!, in: Dohm, M. / Große-Jäger, A. / Rüffler, K. (Hrsg.): Expedition: Werte, Arbeit, Führung 4.0. Mehrdimensionale Expertisen und Perspektiven von Insidern aus Unternehmen, Wissenschaft und Gesellschaft, Köln, S. 111–117.
- J. Rump, S. Eilers (Hrsg.) (2020): Strategische Personalplanung. Aktuelle Trends und Entwicklungen. Berlin: Springer Gabler.
- J. Rump, S. Eilers, G. Wilms (2020): Ein Blick hinter die Kulissen von agilen Arbeits- und Organisationsfor-men. White Paper. Ludwigshafen (www.ibe-ludwigshafen.de).
- J. Rump, V. Enkerts (Hrsg.) (2020): 50 Jahre Zeitarbeit in Deutschland. Selbstverlag, Stiftung flexible Arbeitswelt, Berlin.
- J. Rump, W. Jochmann (2020): Workforce Ambidexterity. Eine explorative Studie zu den Beschäftigungseffekten der Digitalisierung (online).
- J. Rump, F. Schabel, S. Eilers, K. Möckel (2020): HR-Report 2020: Lebenslanges Lernen. Mannheim / Ludwigshafen.

2019
- M. Kestler, J. Rump (Hrsg.) (2019): Mit Sinn und Selbststeuerung zur neuen Lernkultur. S.MILE Ein Experiment zum Perspektivwechsel in der Personalentwicklung. Haufe Group: Freiburg. München. Stuttgart.
- J. Rump, S. Eilers (2019): Agiles und flexibles Arbeiten am Institut für Beschäftigung und Employability IBE, in: Bertelsmann-Stiftung (Hrsg.) (2019): Booksprint Vereinbarkeit 4.0. Gütersloh.
- J. Rump. (2019): Arbeitswelt 4.0: Digitalisierung und die Konsequenzen jenseits der Technik, in: Bresges. A. / Habicher, A. (2019): Digitalisierung des Bildungssystems. Waxmann: Münster, S. 69–81.
- J. Rump, S. Eilers (Hrsg.) (2019): Arbeitszeitpolitik. Zielkonflikte in der betrieblichen Arbeitszeitgestaltung lösen. Berlin: Springer Gabler.
- J. Rump, S. Eilers (2019): Bildung und Karriere im Wandel der Zeit, in: Kestler, M. / J. Rump. (Hrsg.): Mit Sinn und Selbststeuerung zur neuen Lernkultur. S. MILE – Ein Experiment zum Perspektivwechsel in der Personalentwicklung, Haufe: Freiburg, München, Stuttgart, S. 21–62.
- J. Rump, S. Eilers (Hrsg.) (2019): Die vierte Dimension der Digitalisierung, Springer Gabler.
- J. Rump, F. Schabel, S. Eilers, K. Möckel (2019): HR-Report 2019: Beschäftigungseffekte der Digitalisierung. Mannheim / Ludwigshafen.